# Super Bowl XXIII
El Super Bowl XXIII fue el nombre que se le dio al partido de fútbol americano que definió al campeón de la temporada 1988-89 de la NFL. El partido se disputó el 22 de enero de 1989 en el estadio Joe Robbie Stadium de la ciudad de Miami, Florida. Enfrentó  al campeón de la AFC los Cincinnati Bengals y al campeón de la NFC los San Francisco 49ers. El título quedó en manos de los San Francisco 49ers quienes ganaron por 20-16 y de esta forma obtuvieron su tercer título de campeón de la NFL y su tercer título en la década de los 80`. Además fueron el primer equipo de la NFC en alzar 3 títulos de Super Bowl. Se repitió la final del Super Bowl XVI, donde nuevamente los San Francisco 49ers vencieron a los Cincinnati Bengals.

## Resumen del partido
El partido concluyó en su primera mitad con empate 3-3, lo que sería el primer juego de Super Bowl que terminaba igualado en los primeros 30 minutos. En el último cuarto, los Cincinnati Bengals tomaron una ventaja de 3 puntos (16-13), por medio de un gol de campo de 40 yardas de Jim Breech cuando solo restaban 3 minutos de juego. Sin embargo los San Francisco 49ers de la mano de su mariscal de campo Joe Montana, realizaron unas de las series ofensivas más recordadas de la historia, en donde recorrieron 92 yardas en 11 jugadas que culminó con una recepción en la zona de anotación de John Taylor cuando restaban solo 34 segundos para finalizar el juego. Joe Montana completó 23 de 36 pases para dos anotaciones y 375 yardas, lo que significaba una nueva marca en un Super Bowl. Pero el jugador más valioso del partido fue Jerry Rice quien atrapó 11 envíos para 215 yardas (récord en un Super Bowl).
Como dato curioso, antes de la última serie Joe Montana se acerca a sus compañeros y les pregunta donde van a celebrar. Con asombro le dicen que están perdiendo, pero él les indica que ellos van a ganar el partido.